# Akiba Rubinstein
Akiba Kiwelowicz Rubinstein (1 tháng 12 năm 1880 – 15 tháng 3 năm 1961) là một đại kiện tướng cờ vua người Ba Lan vào đầu thế kỷ 20. Ông đã trở thành nhà thách đấu để chơi một trận tranh ngôi vô địch thế giới với Emanuel Lasker năm 1914, nhưng trận đấu đã bị hủy bỏ vì Thế chiến I diễn ra. Trong thời niên thiếu của mình, ông đã đánh bại hàng loạt kỳ thủ bao gồm José Capablanca và Carl Schlechter. Tuy nhiên cuộc sống cuối đời của ông bị ám ảnh bởi căn bệnh tâm thần.